# 3-й армійський корпус (РФ)
3-й армійський корпус — оперативно-тактичне з'єднання Збройних сил Російської Федерації, сформоване для ведення бойових дій проти України. Формування корпусу почалося навесні 2022 року, а наприкінці серпня 2022 року окремі підрозділи корпусу вже прибули на фронт.

## Історія
Формування 3-го армійського корпусу почалося незабаром після поразки російських військ під Києвом у березні 2022 року. Корпус було сформовано в районі селища Муліно Нижньогородської області. Частини корпусу формувалися на базі так званих «добровольчих батальйонів». Підпорядковувався корпус командуванню Західного військового округу ЗС РФ. Штатна чисельність корпусу налічує 15,7 тисячі вояків, але реальна чисельність корпусу 11-12 тисяч бійців.
27 серпня 2022 було помічено перекидання частин 3-го армійського корпусу в зону бойових дій. Одночасно цей факт підтвердили аналітики з CIT, ISW та українська спільнота «Інформаційний спротив». За даними «Інформаційного спротиву» частини корпусу були розгорнуті в Криму і в Донецькій області. Генеральний штаб ЗСУ повідомив що російське командування перекидає корпус на Схід України.
У вересні 2022 року війська корпусу були перекинуті у Харківську область, щоб зупинити наступ Збройних сил України. Українські війська завдали корпусу поразки й змусили його тікати з поля бою.

## Структура
- 6-та мотострілецька дивізія (10-й танковий, 54-й, 55-й і 57-й мотострілецькі полки)
- 72-га окрема мотострілецька бригада
- 17-та артилерійська бригада великої потужності (два самохідні артилерійські дивізіони — 21 одиниця 203-мм СГ 2С7 «Пион» та 14 одиниць 204-мм СМ 2С4 «Тюльпан»[3])
- 27-й артилерійський полк — (два гаубичні артилерійські дивізіони — по 18 одиниць 152-мм гармат 2А65 «Мста-Б» та 152-мм гармат 2А36 «Гиацинт-Б» відповідно[3])
- 44-й командний пункт протиповітряної оборони
- 52-й окремий зенітний ракетний дивізіон
- 148-й командно-розвідувальний центр
- 38-й окремий інженерно-саперний батальйон
- 8-й окремий батальйон управління
- 154-й окремий ремонтно-відновлювальний батальйон
- 9-та окрема рота спеціального призначення
- 8-ма окрема рота радіаційного, хімічного та біологічного захисту

## Командування
За даними Conflict Intelligence Team командиром корпусу станом на кінець серпня був генерал-майор В. А. Беляєвський.